# Districtul El Meniaa
El Meniaa este un district din provincia Ghardaïa, Algeria.